# Championnat d'Uruguay de football 1954
Navigation
Édition précédente Édition suivante
La 52e édition du championnat d'Uruguay de football est remportée par le Club Atlético Peñarol. C’est le vingt-deuxième titre de champion du club, le deuxième consécutif. Le Peñarol l’emporte avec dix points d’avance sur le Club Nacional de Football en réalisant l’exploit de rester invaincu. Danubio Fútbol Club complète le podium.
Un système de promotion/relégation est en place : le dernier du championnat est automatiquement remplacé par le premier du championnat Intermedia, la deuxième division uruguayenne. Club Sportivo Miramar est relégué en deuxième division et est remplacé par Institución Atlética Sud América.
Tous les clubs participant au championnat sont basés dans l’agglomération de Montevideo.
Juan Romay (Club Atlético Peñarol) termine avec 12 buts en 18 matchs meilleur buteur du championnat. 

## Les clubs de l'édition 1954
| \| Montevideo: · Danubio Fútbol Club · Club Atlético Cerro · Defensor · Nacional · Peñarol · Liverpool · Miramar · Club Atlético Progreso · River Plate · Rampla Juniors · Wanderers Montevideo \| Localisation des clubs engagés dans le championnat. |
| Montevideo: · Danubio Fútbol Club · Club Atlético Cerro · Defensor · Nacional · Peñarol · Liverpool · Miramar · Club Atlético Progreso · River Plate · Rampla Juniors · Wanderers Montevideo                                                           |

| Club                             | Stade | Capacité | Ville      |
| -------------------------------- | ----- | -------- | ---------- |
| Club Atlético Cerro              | -     | -        | Montevideo |
| Danubio Fútbol Club              | -     | -        | Montevideo |
| Defensor Sporting Club           | -     | -        | Montevideo |
| Liverpool Fútbol Club            | -     | -        | Montevideo |
| Club Sportivo Miramar            | -     | -        | Montevideo |
| Club Nacional de Football        | -     | -        | Montevideo |
| Club Atlético Peñarol            | -     | -        | Montevideo |
| Rampla Juniors Fútbol Club       | -     | -        | Montevideo |
| Club Atlético River Plate        | -     | -        | Montevideo |
| Montevideo Wanderers Fútbol Club | -     | -        | Montevideo |

## Compétition

### Classement
Le classement est établi sur le barème de points suivant : victoire à 2 points, match nul à 1, défaite à 0.
| Rang | Équipe                     | Pts | J  | G  | N | P  | Bp | Bc | Diff |
| ---- | -------------------------- | --- | -- | -- | - | -- | -- | -- | ---- |
| 1    | Club Atlético Peñarol T    | 32  | 18 | 14 | 4 | 0  | 49 | 11 | +38  |
| 2    | Club Nacional de Football  | 22  | 18 | 9  | 4 | 5  | 34 | 17 | +17  |
| 3    | Danubio Fútbol Club        | 22  | 18 | 9  | 4 | 5  | 29 | 23 | +6   |
| 4    | Rampla Juniors Fútbol Club | 19  | 18 | 7  | 5 | 6  | 25 | 26 | -1   |
| 5    | Defensor Sporting Club     | 18  | 18 | 6  | 6 | 6  | 25 | 27 | -2   |
| 6    | Club Atlético Cerro        | 17  | 18 | 6  | 5 | 7  | 21 | 26 | -5   |
| 7    | Liverpool Fútbol Club      | 17  | 18 | 5  | 7 | 6  | 25 | 34 | -9   |
| 8    | Club Atlético River Plate  | 16  | 18 | 4  | 8 | 6  | 20 | 29 | -9   |
| 9    | Montevideo Wanderers       | 10  | 18 | 2  | 6 | 10 | 17 | 29 | -12  |
| 10   | Club Sportivo Miramar      | 7   | 18 | 1  | 5 | 12 | 19 | 42 | -23  |

| Légende : Qualifications et relégations | Légende : Qualifications et relégations |
| --------------------------------------- | --------------------------------------- |
|                                         | Champion d’Uruguay                      |
|                                         | Relégué en deuxième division            |
|                                         | T : Tenant du titre P : Promus          |

## Bilan de la saison
| Championnat d'Uruguay de football 1954 |                                   |
| Champion                               | Club Atlético Peñarol (22e titre) |
| Promotions et relégations              |                                   |
| Promus en Primera División             | Institución Atlética Sud América  |
| Relégués en Intermedia                 | Club Sportivo Miramar             |

## Statistiques

### Meilleur buteur
1. Juan Romay (Club Atlético Peñarol), 12 buts.